# 병렬 프로그래밍 모델
병렬 프로그래밍 모델(parallel programming model)은 컴퓨팅에서 병렬 컴퓨터 아키텍처를 추상화 (컴퓨터 과학)한 것으로, 이를 통해 알고리즘과 그 구성을 프로그램으로 표현하는 것이 편리하다. 프로그래밍 모델의 가치는 일반성(다양한 아키텍처에 대해 다양한 문제를 얼마나 잘 표현할 수 있는지)과 성능(컴파일된 프로그램이 얼마나 효율적으로 실행될 수 있는지)에 따라 판단할 수 있다. 병렬 프로그래밍 모델의 구현은 기존 언어에 대한 확장으로 프로그래밍 언어에서 호출되는 라이브러리 (컴퓨팅)의 형태를 취할 수 있다.
특정 프로그래밍 모델에 대한 합의는 해당 모델을 지원하는 다양한 병렬 컴퓨터로 이어져 소프트웨어 이식성을 용이하게 하므로 중요하다. 이러한 의미에서 프로그래밍 모델은 하드웨어와 소프트웨어 간의 연결이라고 한다.

## 같이 보기
- 병행 컴퓨팅